# Inou
Inou est une localité située dans le département de Kossouka de la province du Yatenga dans la région Nord au Burkina Faso.

## Géographie
Inou est situé à 7 km au sud du centre de Kossouka, le chef-lieu du département, et de la route nationale 15 et à 15 km au sud-est de Séguénéga.

## Santé et éducation
Le centre de soins le plus proche d'Inou est le centre de santé et de promotion sociale (CSPS) de Kossouka tandis que le centre médical avec antenne chirurgicale (CMA) de la province se trouve à Séguénéga.